# Antônio da Silva Melo
Antônio da Silva Melo (Juiz de Fora, 10 de maio de 1886 — Rio de Janeiro, 19 de setembro de 1973) foi um cientista, médico, professor e ensaísta brasileiro.
Estudou no Instituto Granbery e a seguir ingressou na Faculdade de Medicina do Rio de Janeiro, cujas aulas frequentou até o terceiro ano, quando se transferiu para Berlim, formando-se em 1914. Especializou-se em Clínica Médica, publicando diversos trabalhos científicos em revistas alemãs.
Em 1916 tentou retornar ao Brasil, tendo seu navio sido torpedeado no Mar do Norte, conseguindo salvar-se e voltou para Berlim.

"Achei que era estúpido acabar devorado pelos peixes, depois de uma vida de extremo labor, de uma dedicação inexcedível ao estudo. Tive pena dos meus parentes que me haviam auxiliado e esperavam tudo de mim."
Antonio da Silva Melo
Devido estar o Brasil em vésperas de declarar guerra à Alemanha, foi para a Suíça, obtendo do governo daquele país permissão para trabalhar nos hospitais de Lausanne e Genebra, obtendo depois o posto de médico adjunto do sanatório Valmont.
Em 1918 retornou ao Brasil, prestando exames e defendendo tese em Belo Horizonte, para revalidação do título. No Rio de Janeiro, presta concurso para professor catedrático de Clínica Médica na Faculdade Nacional de Medicina. Realizou diversos cursos gratuitos para médicos e estudantes na Policlínica de Botafogo e na Santa Casa de Misericórdia.
Em 1944 fundou a Revista Brasileira de Medicina, da qual foi diretor científico até 1973.
Pesquisou e escreveu também sobre nutrição, metabolismo, imunidade e epidemiologia, nefrologia e gastrenterologia, alimentação, psicologia e psicanálise. Seus trabalhos sobre os efeitos biológicos da radioatividade tiveram repercussão no mundo científico internacional.
É considerado um dos principais pensadores brasileiros do início do século XX.

## Obras
- Problemas do ensino médico e da educação (1936)[2];
- Alimentação, instinto e cultura. Perspectivas para uma vida mais feliz (1943);
- O homem: sua vida, sua educação, sua felicidade (1945);
- Alimentação no Brasil (1946);
- Mistério e realidades deste e do outro mundo (1948);
- Alimentação humana e realidade brasileira (1950);
- Nordeste brasileiro. Estudos e impressões (1953);
- Estudos sobre o negro (1958);
- Panorama da América Latina (1958);
- Panorama dos Estados Unidos (1958);
- Estados Unidos Prós e Contras (1958);
- Israel Prós e contras (1962);
- Religião Prós e contras (1963);
- O que devemos comer (1964);
- Assim nasce o homem (1967);
- A superioridade do homem tropical (1967)[nota 1];
- Ilusões da psicanálise (1968).[4]

Várias de suas obras foram traduzidas para o inglês, o francês e o espanhol.

## Academia Brasileira de Letras
Foi eleito em 12 de abril de 1960 para a cadeira 19 da Academia Brasileira de Letras, na sucessão de Gustavo Barroso, sendo recebido em 16 de agosto de 1960 pelo acadêmico Múcio Leão.